# Roth–Steyr M1907
A Roth–Steyr M1907, ou, mais precisamente, Roth-Krnka M.7, foi uma pistola semiautomática fornecida à cavalaria austro-húngara kaiserliche und königliche Armee durante a Primeira Guerra Mundial. Foi a primeira adoção de uma pistola de serviço semiautomática pelo exército de uma grande potência militar.

## Mecanismo
A pistola Roth-Steyr dispara a partir de um estilo incomum de culatra travada. O ferrolho é muito longo. Sua extremidade traseira é sólida, exceto por uma manga para o percussor, mas sua parte frontal é oca e se encaixa firmemente sobre o cano. O interior do ferrolho possui ranhuras para cames, e o cano possui pinos que se encaixam nessas ranhuras. Quando a pistola é disparada, o cano e o ferrolho recuam juntos dentro da caixa oca por cerca de 13 mm. Durante essa operação, as ranhuras helicoidais na bucha da boca fazem com que o cano gire 90 graus no sentido horário, após o que ele é mantido enquanto o ferrolho destravado continua para trás, engatilhando a ação ao fazê-lo. Para segurança no uso pretendido pela cavalaria montada, a pistola possui um gatilho forte contra a mola do percussor, semelhante a um revólver sem cão.
A Roth-Steyr é uma pistola de culatra travada, que permite que o cano e o ferrolho recuem juntos dentro de uma armação oca. Ela possui câmara para um cartucho específico para este modelo. A Roth-Steyr não possui um carregador destacável, mas sim um carregador fixo, carregado por cima com clipes em tira (pentes). A mira é fixa, a empunhadura é de madeira e termina em um anel de cordão. A estriagem é de quatro ranhuras com giro para a direita.
O Museu de Tecnologia de Defesa Alemã da Bundeswehr, em Coblença, possui um exemplar deste tipo em sua coleção.

## Produção e distribuição
A pistola foi desenvolvida pelo projetista tcheco Karel Krnka, trabalhando para a empresa de munições de Georg Roth, com base na pistola Roth-Theodorovic, que existia anteriormente. Após o desenvolvimento e os testes de vários protótipos, a versão final da Roth-Krnka venceu um concurso para uma pistola do Exército em 1906 e foi adaptada como arma padrão do Exército Austro-Húngaro como: Repetierpistole M.7. (pistola autocarregável M1907). Como Roth não tinha capacidade de produção de armas, o governo comprou todos os direitos e ordenou a produção na Österreichische Waffenfabriksgesellschaft (OEWG) em Steyr e na FÉG em Budapeste. De 1908 a 1914, aproximadamente 99.000 armas foram fabricadas (o Exército recebeu 59.334 de Steyr e 38.213 da FEG, além de várias centenas vendidas no mercado civil). Apesar do nome comum da pistola Roth-Steyr, a fábrica de Steyr não participou de seu projeto, exceto por pequenas melhorias. Após a dissolução da Áustria-Hungria, a Roth-Steyr foi utilizada pela Iugoslávia, com uso limitado durante a Segunda Guerra Mundial pelos austríacos e húngaros. A Itália recebeu diversas pistolas da Áustria-Hungria como reparação da Primeira Guerra Mundial, e essas pistolas foram usadas pelas tropas italianas durante a Segunda Guerra Mundial. Elas também foram utilizadas na Tchecoslováquia e na Polônia.